# Phyllophaga chamacayoca
Phyllophaga chamacayoca är en skalbaggsart som beskrevs av Moron 1992. Phyllophaga chamacayoca ingår i släktet Phyllophaga och familjen Melolonthidae. Inga underarter finns listade i Catalogue of Life.